# Beatus de l'Escorial
El Beatus de l'Escorial és un manuscrit il·luminat que conté el comentari a l'Apocalipsi de Beat de Liébana. Fou produït abans de l'any 1000 a San Millán de la Cogolla. Es conserva a la Biblioteca de l'Escorial amb la signatura &.II.5.

## Història i descripció
El còdex consta de 151 folis de pergamí de 335 x 225 mm escrits a dues columnes en lletra visigòtica. Se'n conserven 52 miniatures, amb un ús abundant del groc, ocre, verd i vermell. Els estudiosos consideren que guarden similituds amb les atribuïdes al miniaturista "Florentius", autor d'altres manuscrits il·luminats de San Millán.
Els personatges es caracteritzen per uns cabells negres ondulats, ulls ametllats, orelles bilobulades i, sobretot, un especial traç del nas, amb una sola línia que s'allarga en angle en la part superior per formar una de les celles.
No es té constància exacta de com hauria arribat a la Biblioteca de l'Escorial; hi podria haver arribat el segle XVI
El còdex ha estat inclòs en el registre del Memòria del Món de la UNESCO el 2015.

## Galeria

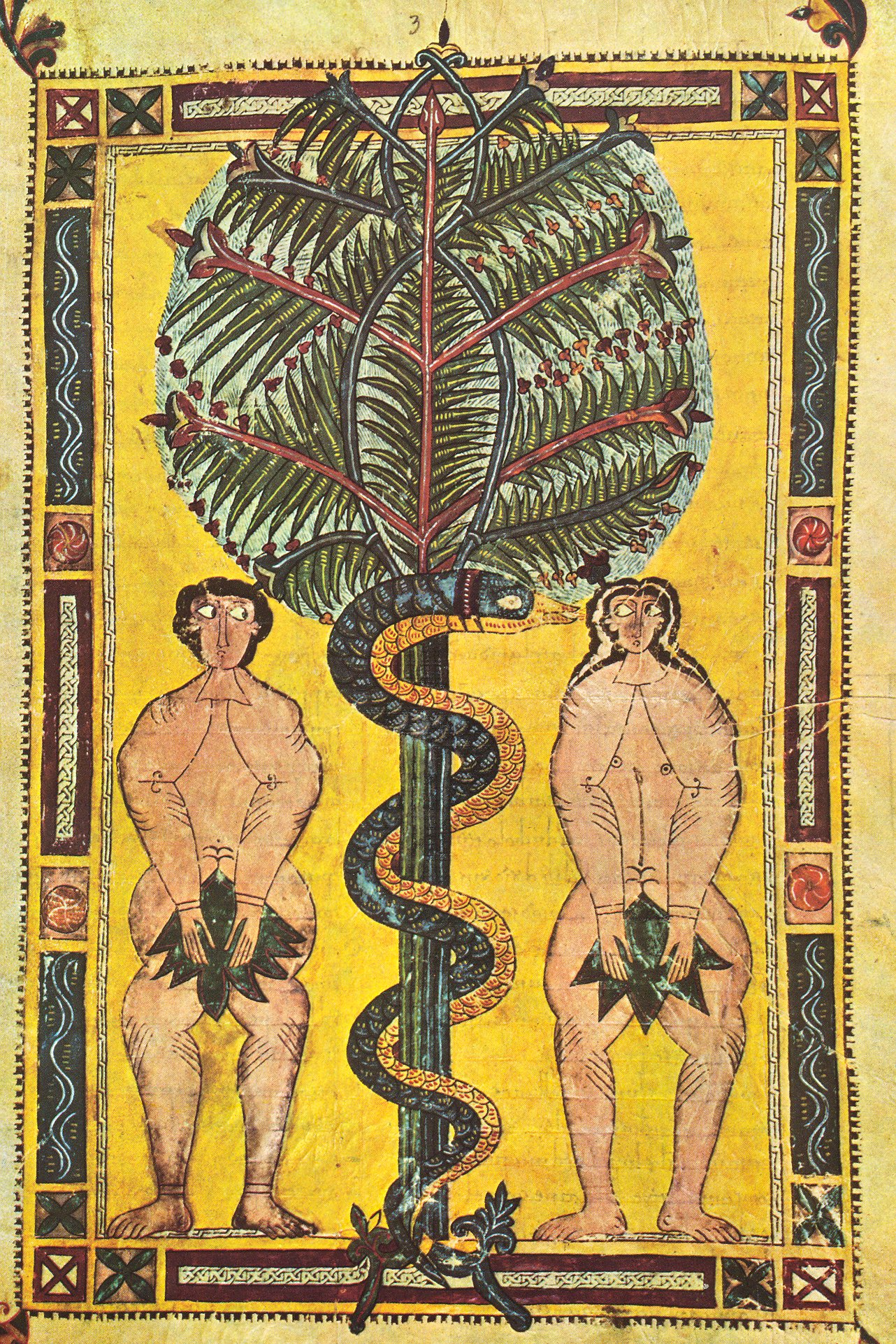
Foli 18r; Adam i Eva; el pecat original
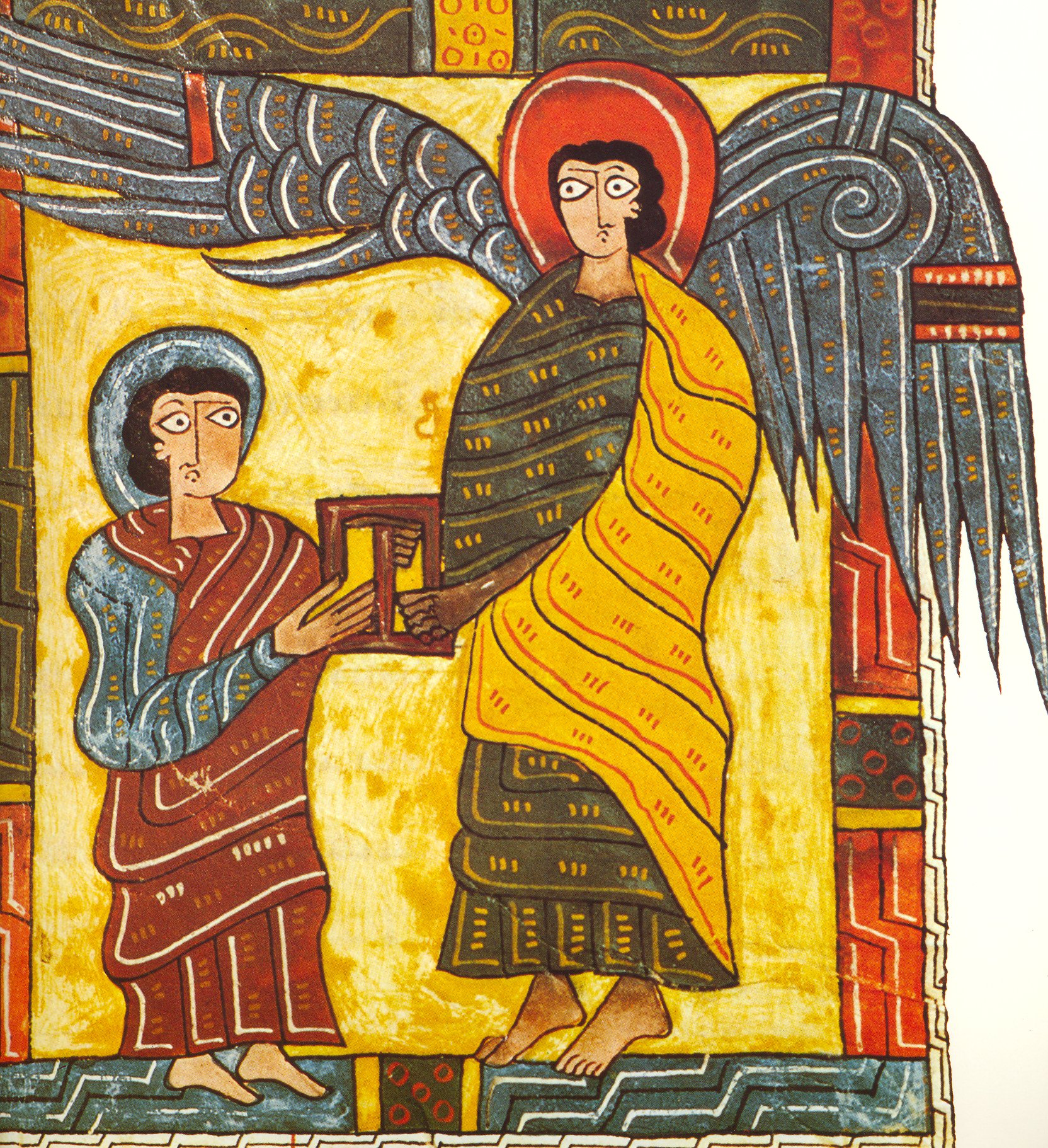
Foli 29r; l'Àngel lliura la carta a l'església d'Efes
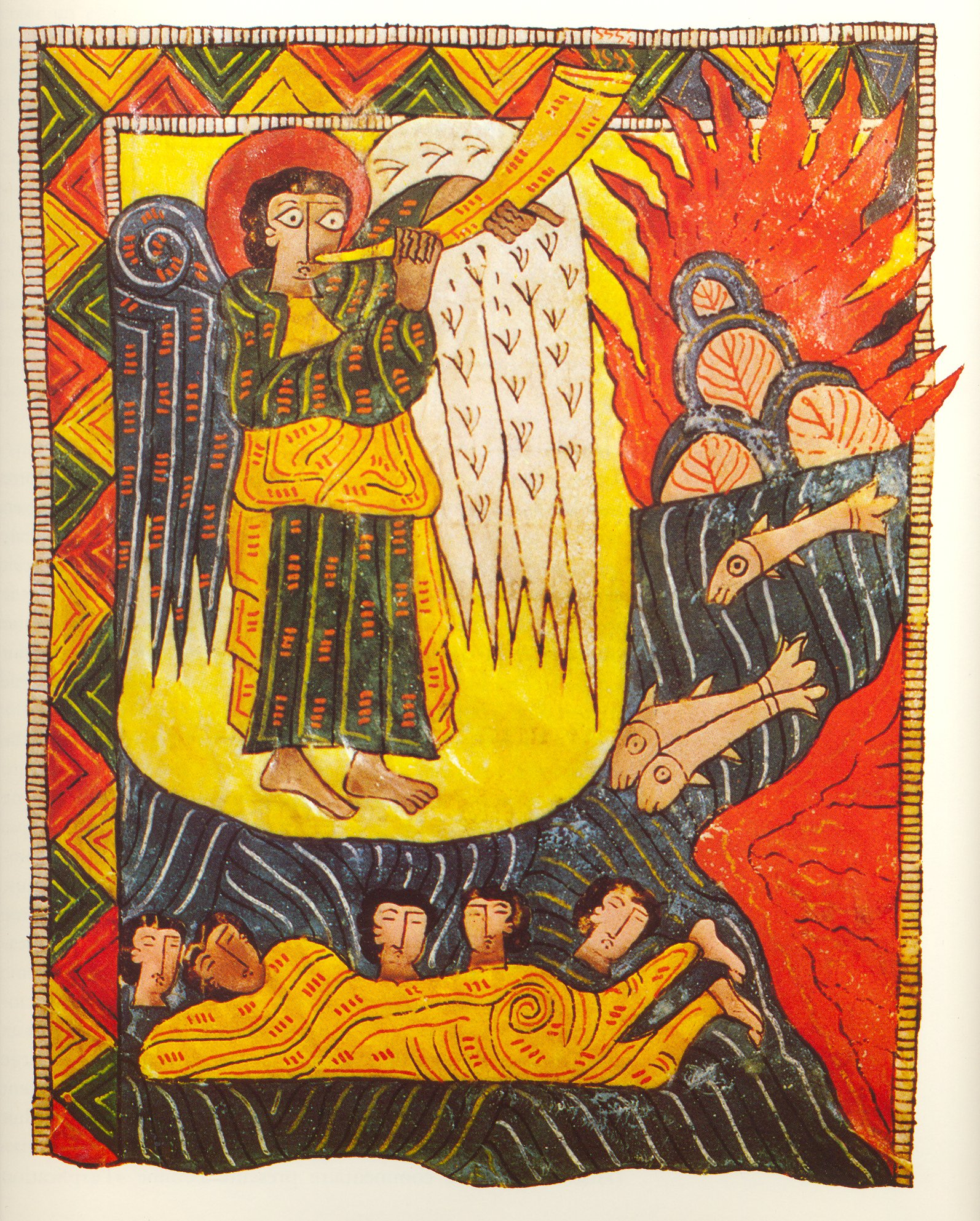
Foli 93v; la segona trompeta
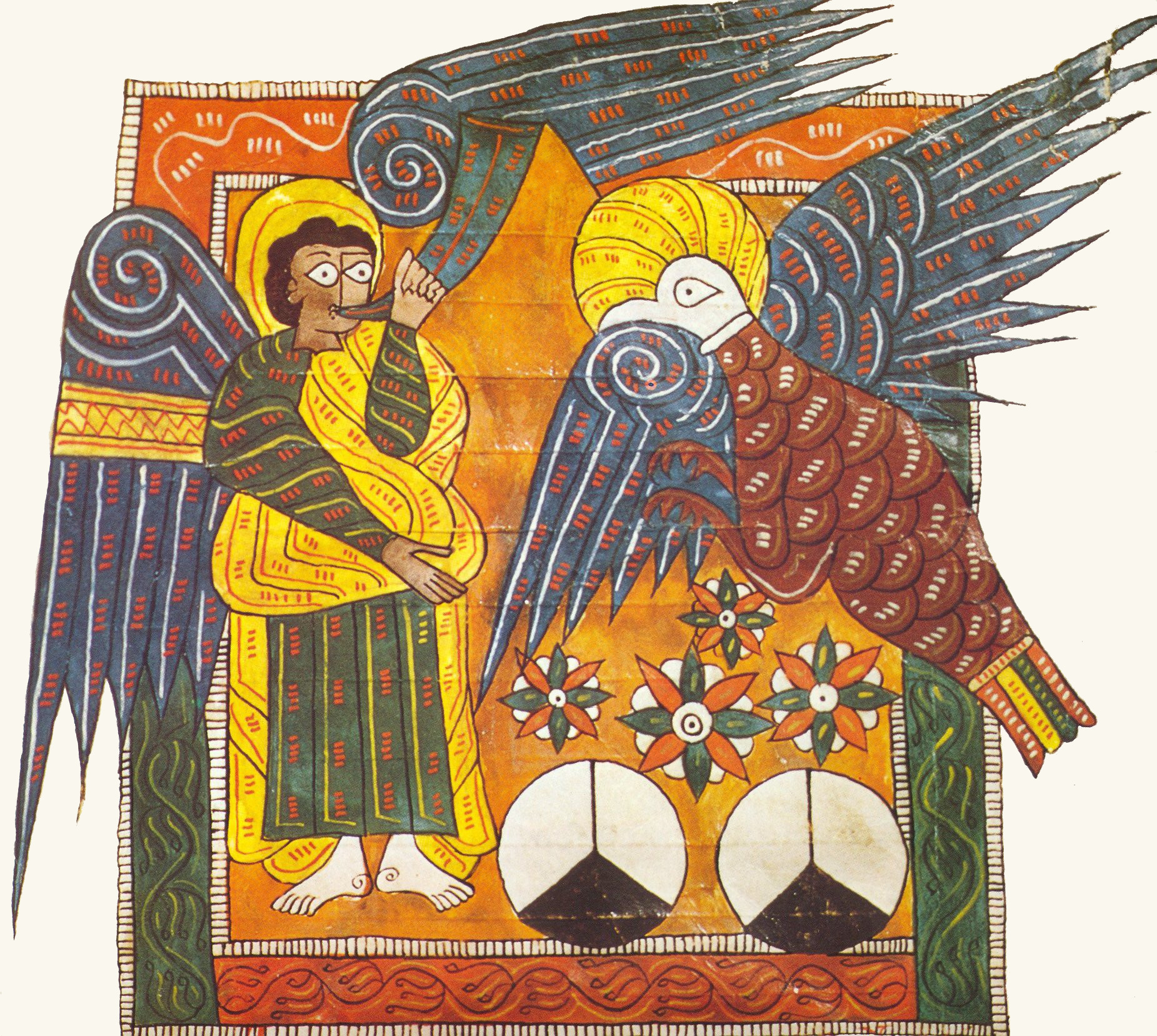
Foli 94v; la quarta trompeta
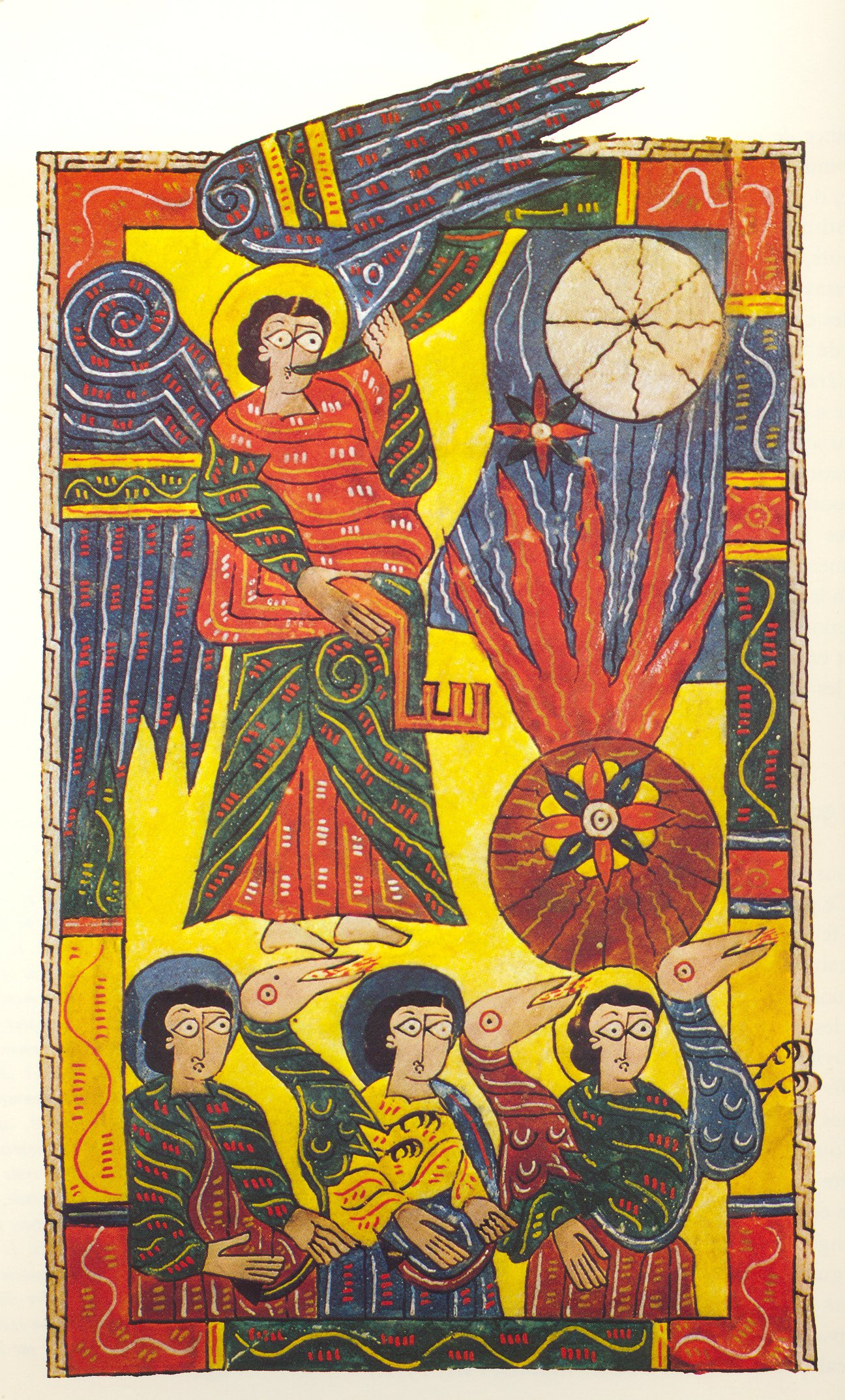
Foli 95v; la cinquena trompeta
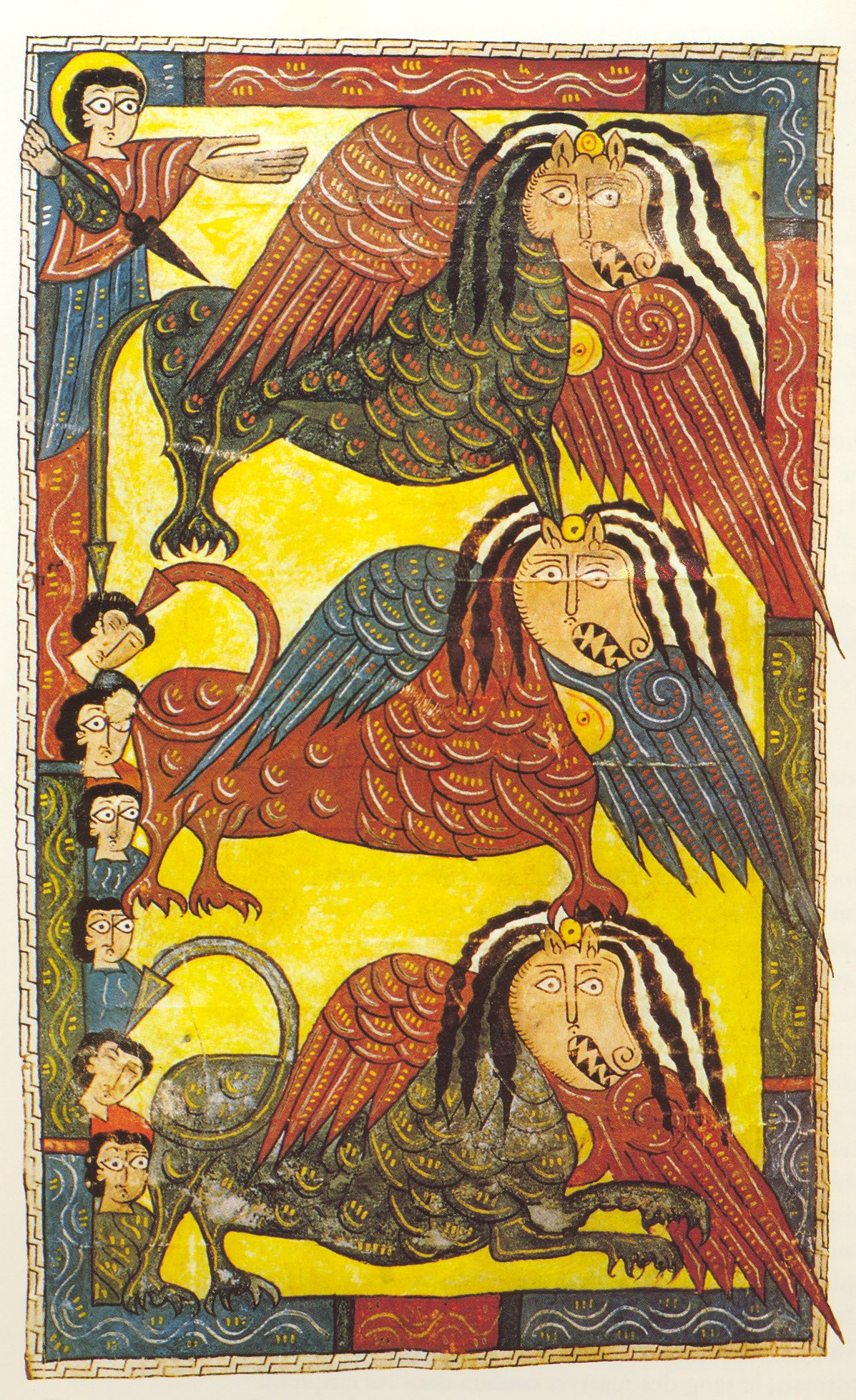
Foli 96v; les bèsties infernals surten de l'abisme
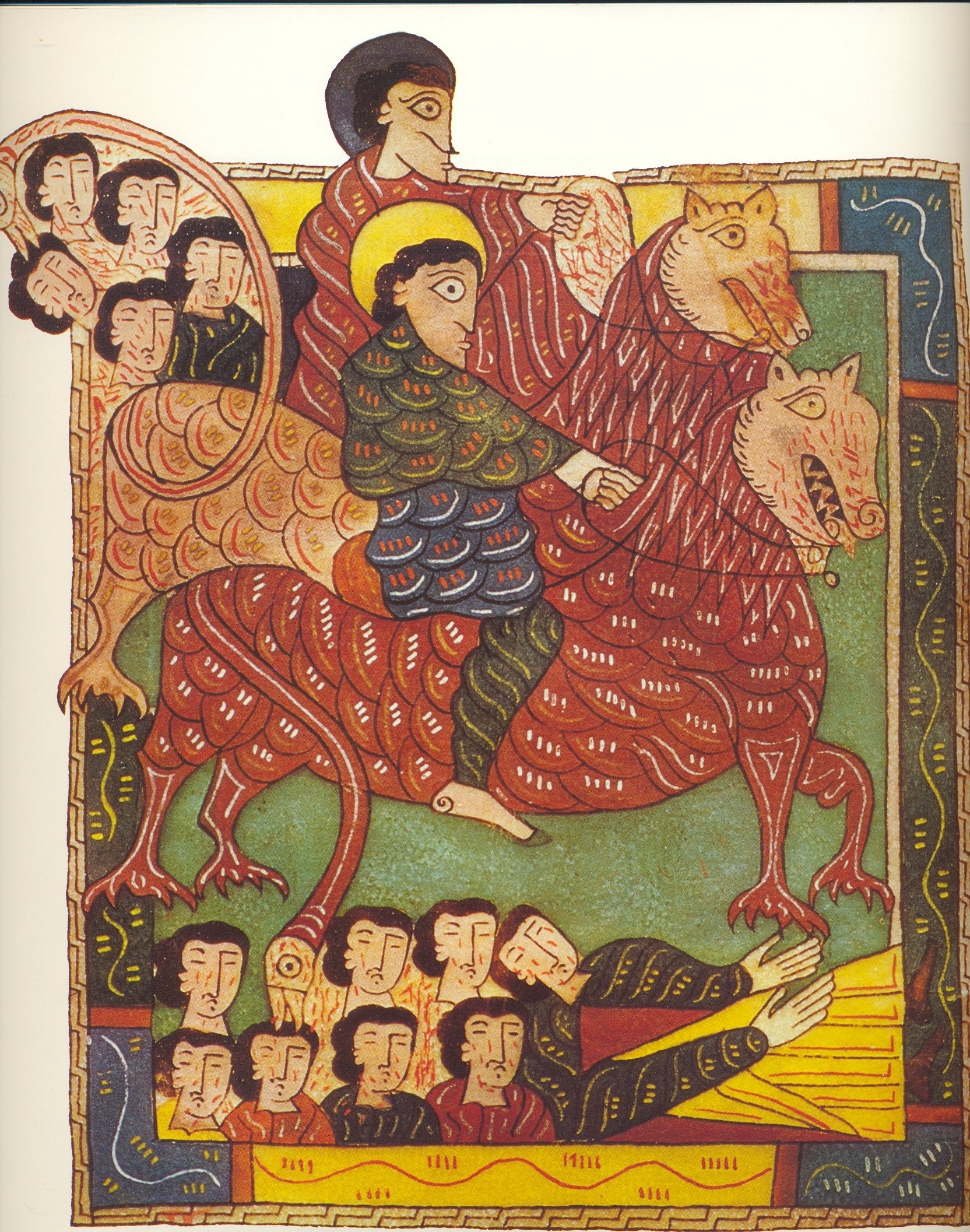
Foli 97v; la sisena trompeta
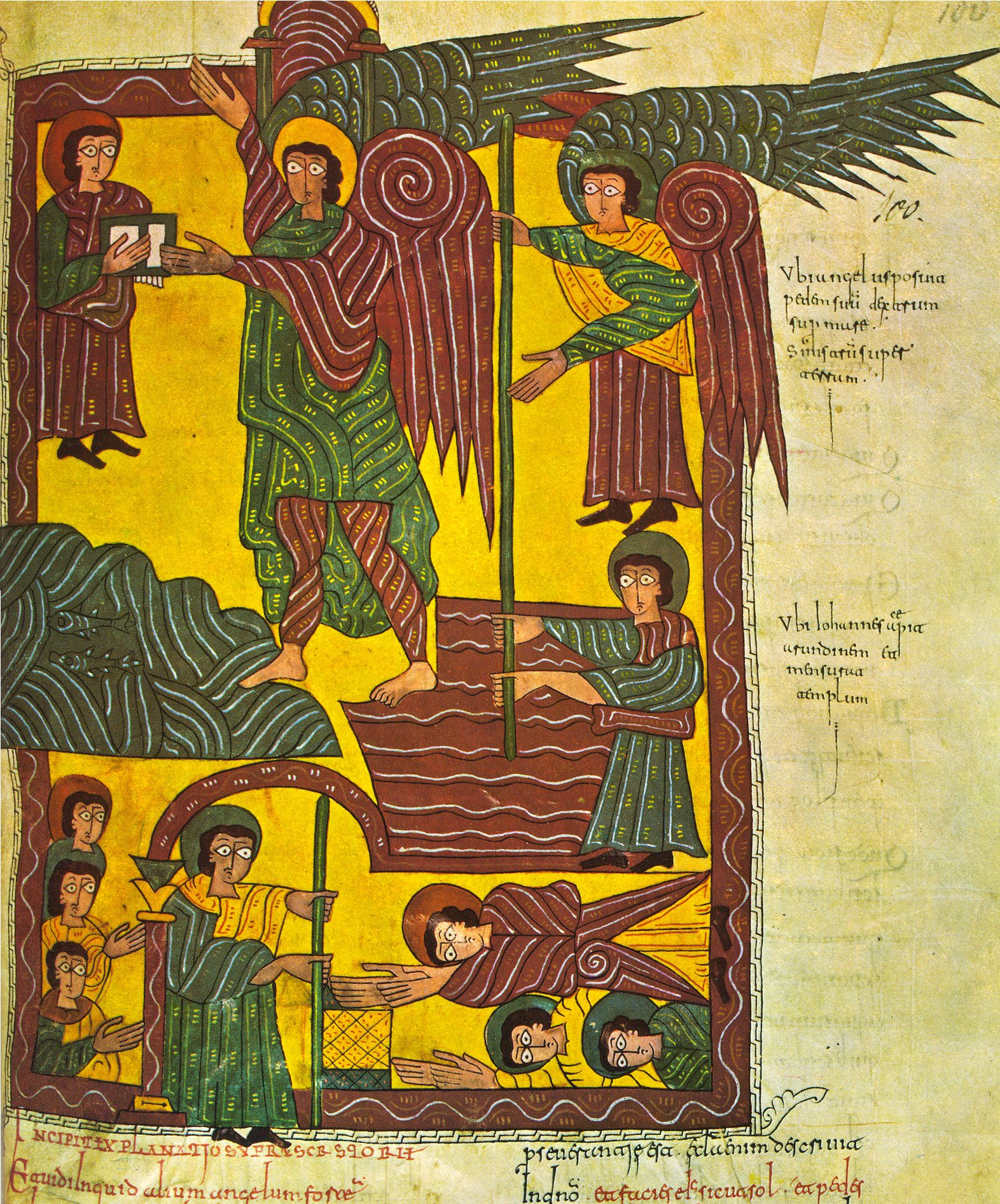
Foli 100r; la mesura del temple
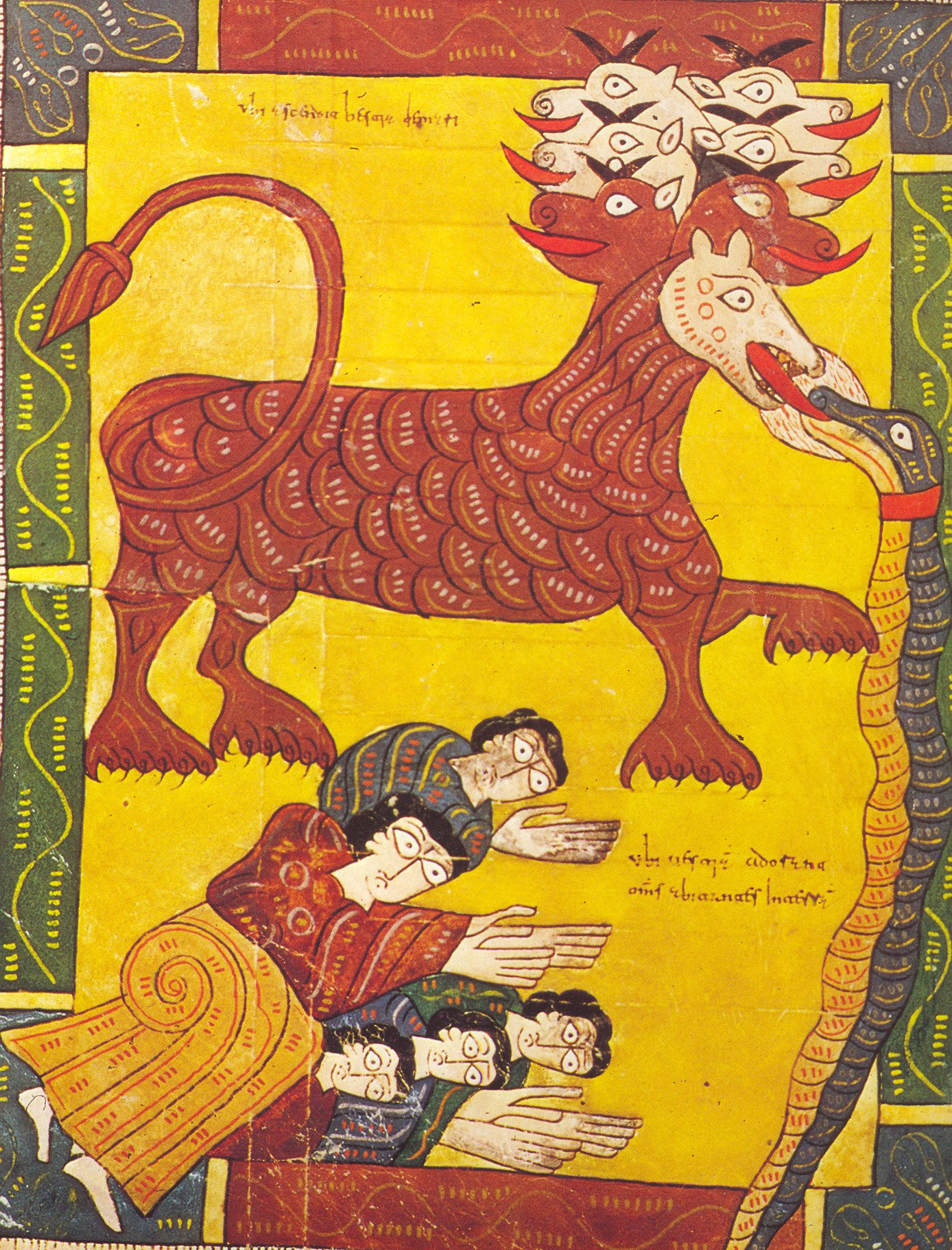
Foli 108v; adoració de la Bèstia
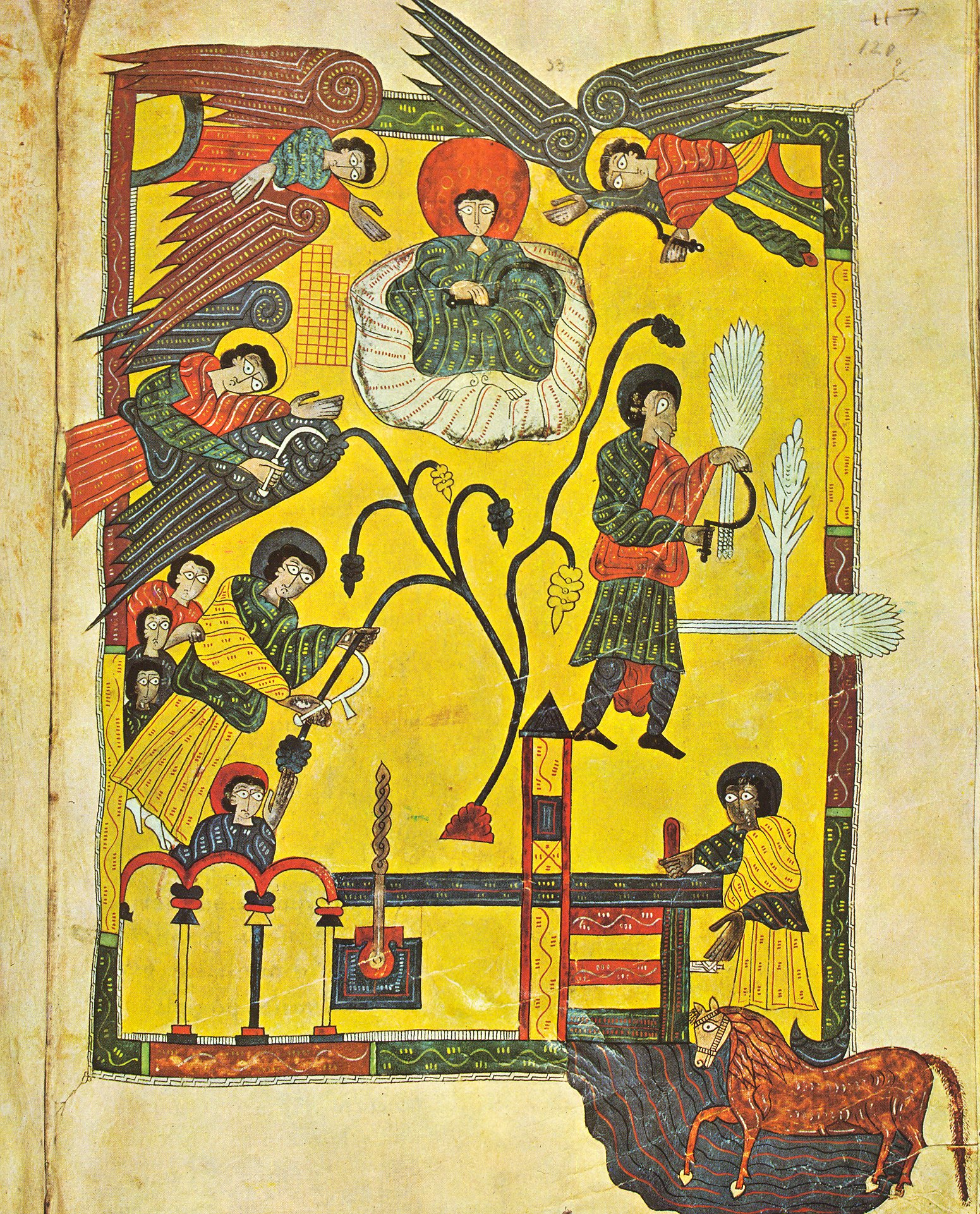
Foli 120r; la collita i la verema escatològiques
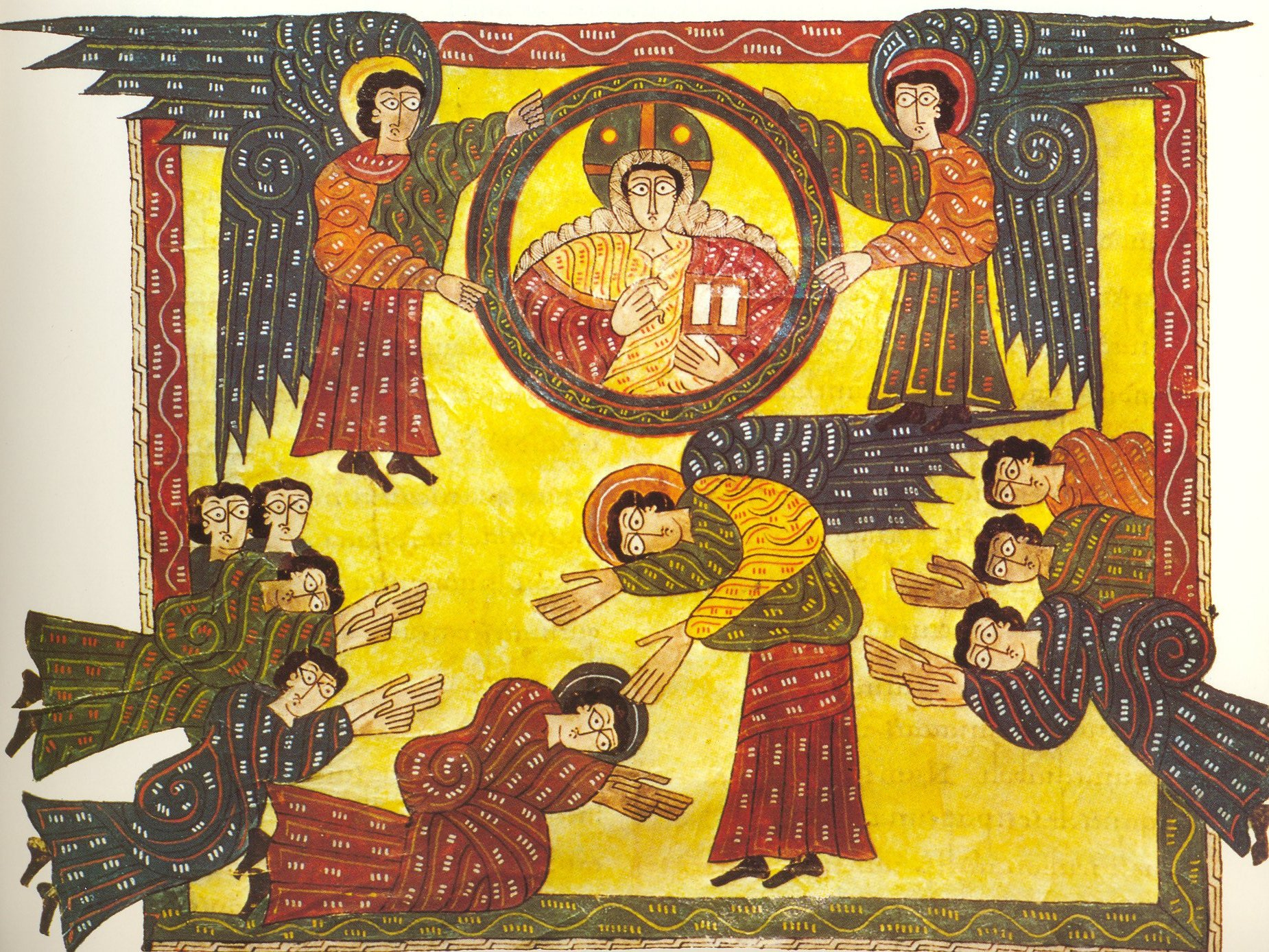
Foli 142v; adoració divina i teofania
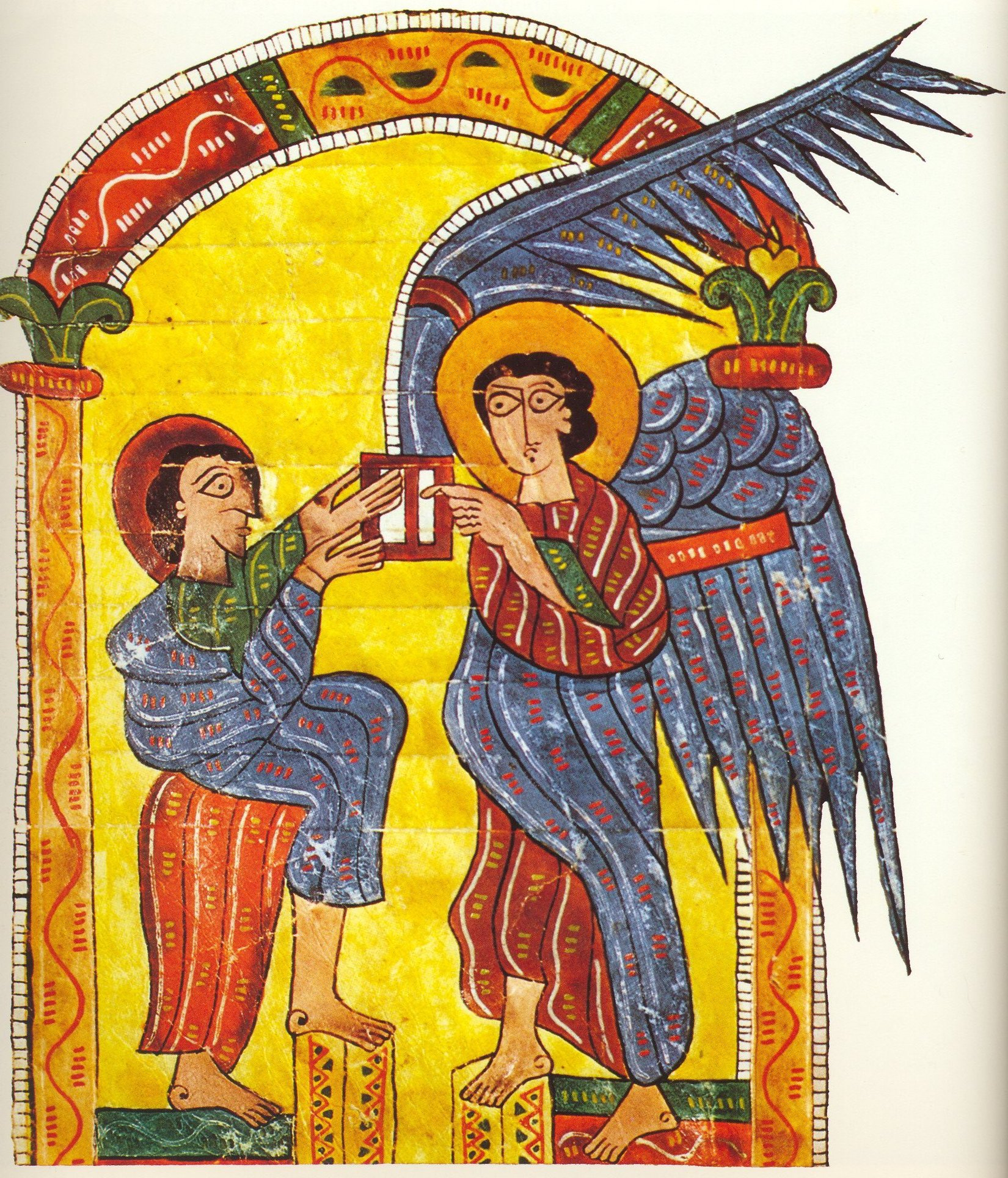
?; carta a les esglésies d'Àsia